# Segimon Obradors Castellet
Segimon Obradors Castellet és navegant, jutge de regates, comodor i dirigent esportiu, ha estat president de la Federació Catalana de Vela.
Ha estat navegant de patí de vela i durant vint-i-cinc anys ha estat vinculat a la Federació Catalana de Vela, formant part de la junta directiva de la qual va entrar el 1984 com a secretari territorial de la classe patí. El 1993 va ser nomenat vicepresident i responsable de l'àrea esportiva de la federació, càrrec que va ocupar fins que va accedir a la presidència l'any 2000 i que ocupà fins al 2009. Durant el seu mandat, la federació va estrenar el 2005 unes noves instal·lacions al Port del Parc del Fòrum, a Sant Adrià de Besòs, on es va projectar també el Centre Internacional de Vela de Catalunya el mes de setembre de 2008. El càrrec de president de la Federació Catalana li va obrir la porta de la Comissió Delegada de la Federació Espanyola de Vela, de la qual va ser nomenat vicepresident sota la presidència de Gerardo Pombo. També ha format part del Comitè Organitzador del Saló Nàutic Internacional de Barcelona i de la Comissió de Ports de la Generalitat de Catalunya. L'any 2011, la Reial Federació Espanyola de Vela li va atorgar la medalla d'or.